# Taenia serialis
Taenia serialis ist ein weltweit vorkommender Bandwurm, der vorwiegend Hunde und Füchse befällt. Als Zwischenwirte fungieren Hasenartige. Das Finnenstadien (Coenurus serialis) siedelt sich in den Körperhöhlen, der Unterhaut, selten auch im Zentralnervensystem des Zwischenwirts an. Selten können auch der Mensch, Katzen und Nagetiere wie Hörnchen als Zwischenwirt mit Finnen befallen werden. Die Infektion des Endwirts erfolgt über das Fressen infizierter Zwischenwirte, die Präpatenz beträgt etwa 5 bis 6 Wochen.
Der adulte Bandwurm ist 60 bis 80 cm lang. Der Scolex ist mit zwei Reihen aus 26 bis 32 Haken bewaffnet. Der gravide Uterus hat 10 bis 18 Seitenzweige, der Vaginalschließmuskel ist gut entwickelt. Die leicht elliptischen Eier sind 31–34 × 29–30 μm groß und haben eine glatte, dicke Schale und im Inneren eine radiär gestreifte Embryophore. Sie enthalten die Sechshakenlarve. Die Zysten der Metazestode sind 4 bis 6 cm groß und die Scolices sind innerhalb dieser in Reihen angeordnet. Diese serielle Anordnung führte zur Bezeichnung Coenurus serialis für das Finnenstadium.